# Польман, Вильгельм-Рейнгольд фон
Вилим Романович Польман (нем. Reinhold Wilhelm von Pohlmann; 9 апреля 1727 — 22 января 1795) — егермейстер, генерал-поручик русской службы. До 1778 г. руководил строительными работами в Царском Селе и Гатчине.

## Биография
Род Польманов происходил из древнего дворянства Вестфалии, откуда предки его переселились сначала в Польшу, затем в Лифляндию и, наконец, в Швецию. За оказанные шведскому правительству услуги, король Густав-Адольф пожаловал одному из его предков — Георгу Польману (бывшему крейсгауптманом) Оттельские вотчины в Вейсенштейне. Внуки Георга Польмана — Иоганн и Густав состояли также в Шведской службе офицерами и в 1650 г. возведены в дворянское достоинство.
В 1754 году Вильгельм Романович Польман, бывший тогда крейсгауптманом, предъявил в «Матрикул-комиссию Эстляндской губернии» доказательства своего дворянского происхождения и, вместе с братьями: Отто — корнетом и Густавом — подполковником русской службы внесен был в дворянский матрикул этой губернии.
В царствование императора Петра III генерал-майор Польман стал камергером и 9 июня 1762 года награждён орденом св. Анны 1-й степени. После возвышения Г. Г. Орлова возглавил его канцелярию и стал вести хозяйство в его имениях. В 1765 году он пожалован был в действительные камергеры и с 21 сентября того же года состоял в числе 15-ти членов Императорского Вольно-Экономического Общества, коего был одним из учредителей и, в майскую треть 1770 года — президентом.
В 1767 году Польман был выбран депутатом от дворян Гарского крейса (уезда) Эстляндской губернии в комиссию о сочинении Нового Уложения, а в заседании 21 мая 1768 года был представлен со стороны маршала комиссии Бибикова (и выбран) в члены особой комиссии «О рудокопании, сбережении и растении лесов и о торговле вообще». В том же году (1 января), будучи уже в чине генерал-поручика, пожалован в егермейстеры.
В последующие годы Польман был главным управляющим Царскосельской резиденции и одновременно руководил возведением Большого Гатчинского дворца. Из писем Екатерины II к барону Гримму видно, что она отзывалась о Польмане как о человеке очень осторожном и предусмотрительном. Среди прочих дел ему было поручено расселение в Петербурге переселенцев из Германии. Польман вышел в отставку 29 января 1778 года и вернулся в Эстляндию.

### Кастелян замка Лоде

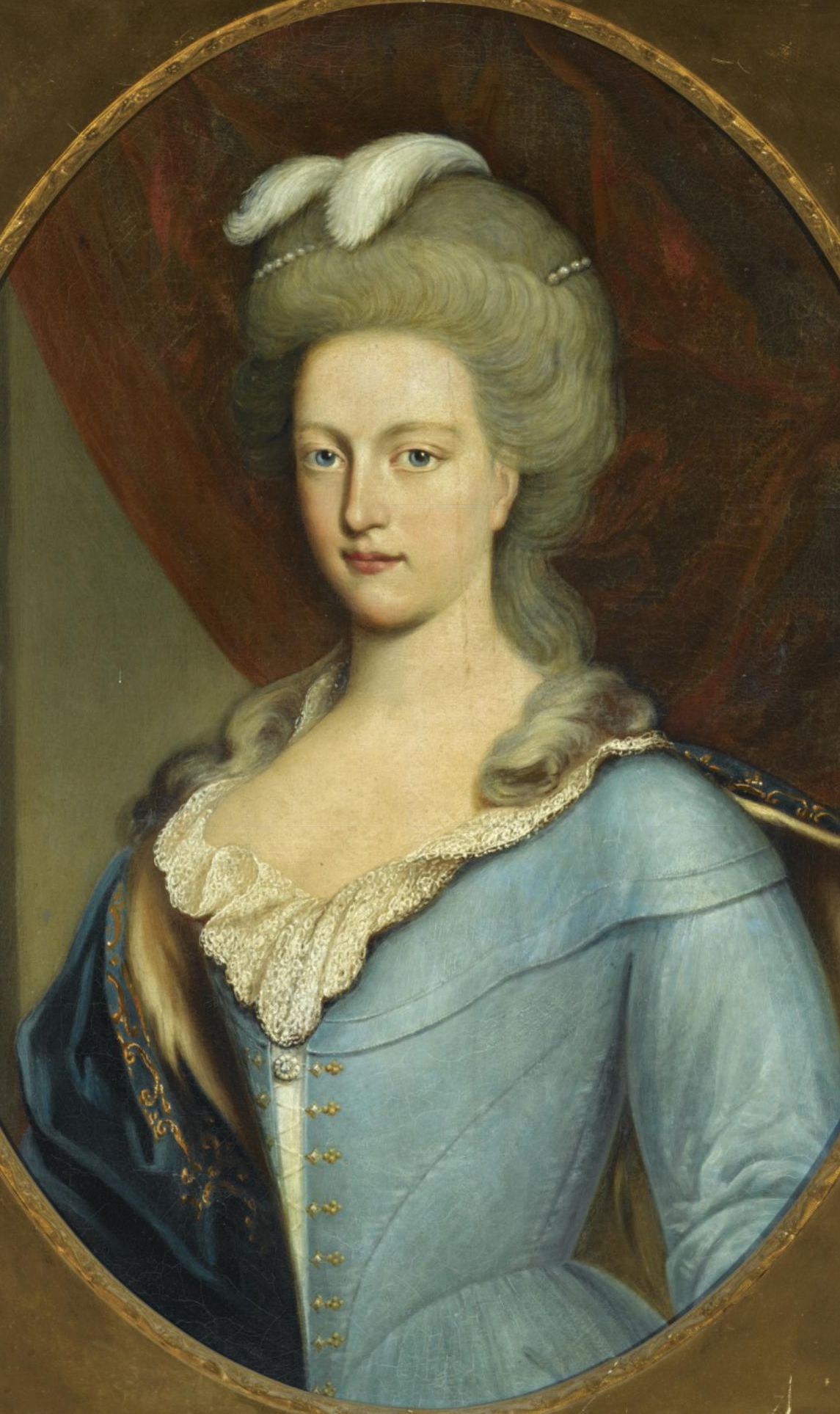
Принцесса Августа

В 1786 году Польман был вызван, именным Высочайшим указом, из своих деревень в Петербург. Императрица поручила его попечению жившую при дворе её принцессу Августу Вюртембергскую — Зельмиру, как звала её Екатерина II, — дочь владетельного герцога Брауншвейг-Вольфенбюттельского Карла Вильгельма Фердинанда, бывшую замужем за принцем Фридрихом Вюртембергским, старшим братом Императрицы Марии Феодоровны. 
На время расторжения законным порядком брака принцессы местом её жительства назначены были: зимой — Ревель, а летом — замок Лоде в Эстляндии; Польман должен был последовать за принцессой в её новую резиденцию и находиться при ней безотлучно. Именным Высочайшим указом 22 декабря 1786 года замок и имение Лоде изъяты были из ведомства местных учреждений и вверены Польману, которому выданы были на издержки и доходы с Лоде за 1786 год. Сохранилось несколько писем Екатерины к Польману (с 26 февраля 1787 года по 30 августа 1788 года), за время пребывания его в Лоде, в которых императрица постоянно осведомляется о судьбе принцессы. 
Принцесса скоропостижно скончалась 16 сентября 1788 года, и так как Польман скрыл от окружающих обстоятельства и подробности её кончины, то явилось предположение, что смерть эта была насильственной и последовала, как говорила молва, по вине Польмана, который, вступив с принцессой, полюбившей его, в близкие отношения, позаботился скрыть от света и Екатерины следы её беременности. В 1789 году Польман жил ещё в Лоде и умер в 1795 году.

## Семья
С 1751 года состоял в браке с Доротеей Йоханной фон Врангель (1735—1786). У них родились 4 сына и 2 дочери: Екатерина (1758—1831), Григорий (1767—1806, майор), Оттон Генрих (р. 1770), 
Маргарита (ум. 1800), Рейнхольд-Вильгельм (ум. 1813, майор, георгиевский кавалер) и Пётр (майор). Отцовские имения унаследовал Оттон Генрих.